# Stazione di Colle Val d'Elsa

La stazione di Colle Val d'Elsa era la stazione ferroviaria terminale della ferrovia Poggibonsi-Colle Val d'Elsa.

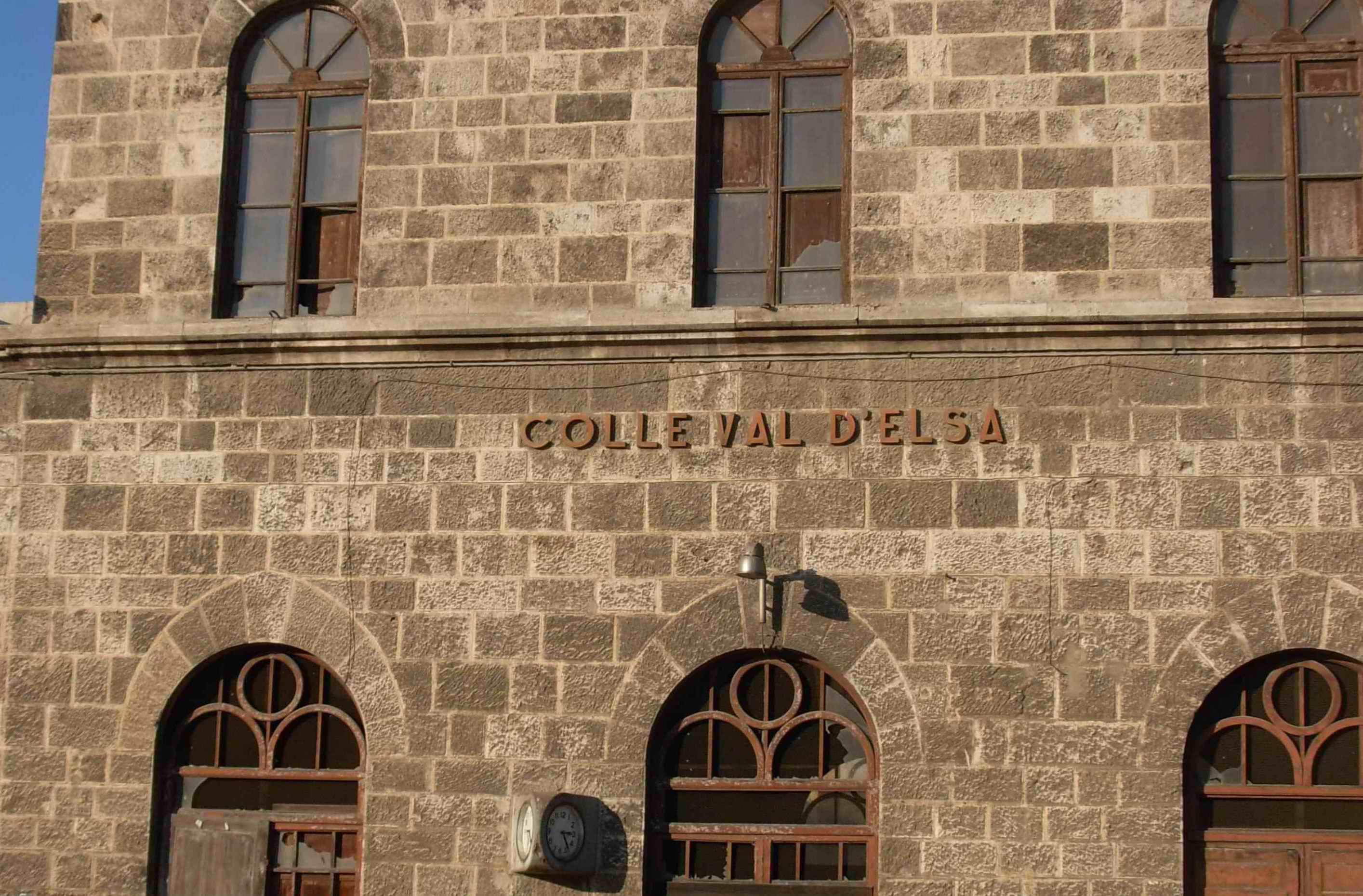
Insegna sul fabbricato viaggiatori della stazione di Colle Val d'Elsa

## Storia
Fu inaugurata nel 1885. Chiusa nel 1991, il fabbricato, dopo aver versato in condizioni di abbandono, è stato interessato a partire dal 2010 da lavori di restauro, a cura di un privato, proprietario dell'immobile. Al piano terra è presente una farmacia. Ai piani superiori, dal mese di gennaio 2020, è presente uno studio legale e commerciale multifunzionale, contenente anche dei cimeli risalenti al periodo dell'esercizio ferroviario. Il piazzale binari è stato disarmato e al suo posto è stato costruito un parcheggio sotterraneo. Lungo il tracciato ferroviario è stata costruita una strada, intitolata allo scrittore colligiano Romano Bilenchi, dove sorge la stazione degli autobus. Nel tratto terminale dell'asta di manovra, al di sotto del Ponte dei Sospiri, è stata realizzata nell'anno 2019 una pista ciclabile urbana che termina a lato del fabbricato viaggiatori.

### Annotazioni
1. ↑  Il nome esatto del comune è Colle di Val d'Elsa, il nome della stazione era invece senza preposizione: Colle Val d'Elsa, così come era riportato sulla facciata del fabbricato viaggiatori della stazione. Nel testo si usa una o l'altra dizione a seconda se ci si riferisca rispettivamente alla città o alla stazione.